# 穆恩敦 (阿拉巴馬州)
穆恩敦（英語：Moontown）是一個位於美國阿拉巴馬州麥迪遜縣的非建制地區。該地的面積和人口皆未知。

## 地理
穆恩敦的座標為34°44′00″N 86°27′25″W / 34.73333°N 86.45694°W，而該地的平均海拔高度為195米（即640英尺）。